# Візьонок Костянтин Петрович
Костянтин Петрович Візьонок (нар. 25 жовтня 1977, Армянськ, Кримська область, УРСР) — український футболіст, виступав на позиціях нападника.

## Життєпис

### «Титан»
Вихованець сімферопольського Училища олімпійського резерву, перший тренер — Валерій Шведюк. Футбольну кар'єру розпочав у 1993 році в «Титані». Дебютував у футболці армянського клубу 11 червня 1993 року в переможному (2:0) домашньому поєдинку 31-о туру Другої ліги проти донецького «Шахтаря-2». Костянтин вийшов на поле на 80-й хвилині, замінивши Ігора Чорного. За перші два сезони у складі «Титану» згірав усього 7 матчів, у сезоні 1994/95 — на поле в офіційних матчах не виходив. Проте вже з наступного сезону став ключовим футболістом армянського колективу. Дебютним голом за кримську команду відзначився 25 серпня 1995 року на 79-й хвилині переможного (4:2) домашнього поєдинку 6-о туру групи Б Другої ліги проти севастопольської «Чайки». Візьонок вийов на поле на 75-й хвилині, замінивши Валерія Шаманова. У складі «Титану» відіграв чотири з половиною сезони, за цей час у Другій лізі зіграв 62 матчі та відзначився 20-а голами, ще 2 поєдинки (1 гол) провів у кубку України.

### Вояж до Росії
У 1997 році виїхав до Росії, де став гравцем третьолігової команди «Спортакадемклуб». У команді виступав протягом сезону, за цей час у Третій лізі зіграв 7 матчів та відзначився 1 голом.
У 1998 році переходить до «Балтики», у футболці якої дебютував 23 травня в нічийному (1:1) домашньому поєдинку 9-о туру Вищої ліги чемпіонату Росії проти столичного ЦСКА в складі калінінградської «Балтики». Костянтин вийшов на поле на 63-й хвилині, замінивши Андрія Федькова. Єдиним голом у футболці калінінградського клубу відзначився 15 серпня 1998 року на 81-й хвилині переможного (3:0) домашнього поєдинку 21-о туру Вищого дивізіону проти «Ростсельмашу». Візьонок вийшов на поле на 46-й хвилині, замінивши Сергія Булатова. У складі калінінградського клубу у Вищому дивізіоні зіграв 16 матчів та відзначився 1 голом, 1 поєдинок провів у кубку Росії, в Кубку Інтертото зіграв 6 матчів, відзначився 3-а голами.

### Перше повернення в «Титан»
Під час зимової перерви сезону 1998/99 років повернувся до «Титану». Дебютував після повернення за армянський клуб 4 квітня 1999 року в програному (0:2) виїзному поєдинку 17-о туру групи Б Другої ліги проти іллічівського «Портовика». Візьонок вийшов на поле в стартовому складі, на 20-й хвилині отримав жовту картку, а на 36-й хвилині його замінив Кирило Сизов. Дебютним голом за «Титан» відзначився 23 травня 1999 року на 15-й хвилині нічийного (1:1) домашнього поєдинку 21-о туру групи Б Другої ліги проти комсомольського «Гірник-спорту». Костянтин вийшов на поле в стартовому складі та відіграв увесь матч. У другій частині сезону 1998/99 років у Другій лізі зіграв 11 матчів та відзначився 3-а голами.

### Вояж до Ізраїлю
Сезон 1999/00 Візьонок розпочав уросійському футзальному клубі «Братськ», але вже по ходу сезону виїхав до Ізраїлю. Спочатку захищав кольори «Маккабі Іроні» (Кір'ят-Ата), у футболці якого відзначився 1 голом. Завдяки вдалим виступам у цьому клубі отримав запрошення від іменитішого «Хапоеля» (Рішон-ле-Ціон). Кар'єра в Ізраїлі розпочиналася непогано — грав в основі, забивав. Однак під час зимової перерви зламав ногу й вибув з гри. У футболці «Хапоеля» зіграв 48 матчів та відзначився 11-а голами.

### Друге повернення в «Титан»
У 2003 році повернувся до України, став гравцем харківського «Геліоса», який виступав в аматорському чемпіонаті України та чемпіонаті Харківської області.
У 2004 році повернувся до «Титану», у футболці якого дебютував 24 липня в нічийному (1:1) виїзному поєдинку 1-о туру групи Б Другої ліги проти «Олімпії ФК АЕС». Костянтин вийшов на поле в стартовому складі та відіграв увесь матч. Проте стати основним гравцем не зумів, у першій частині сезону провів 8 матчів у Другій лізі та 1 поєдинок у кубку України.

### «Сталь» та «Геліос»
Під час зимової перерви сезону 2004/05 років підсилив «Сталь», у складі якої дебютував 12 березня 2005 року в нічийному (0:0) домашньому поєдинку 18-о туру Першої ліги проти івано-франківського «Спартака». Візьонок вийшов на поле в стартовому складі та відіграв увесь матч. Дебютним голом за дніпродзержинську команду відзначився 17 березня 2005 року на 71-й хвилині програного (1:2) виїзного поєдинку 19-о туру Першої ліги проти алчевської «Сталі». Костянтин вийшов на поле в стартовому складі та відіграв увесь матч. У складі «Сталі» був найрезультативнішим гравцем команди. За час проведений у команді зіграв 60 матчів та відзначився 28-а голами, ще 8 матчів (4 голи) провів у кубку України.
За інформацією вітчизняних електронних ЗМІ на початку січня 2007 року Костянтин перейов до «Геліоса», підписавши з клубом 2-річний контракт, а наприкінці цього місяця разом з 17-а іншими гравцями відправився на другий тренувальний збір разом у Крим. Дебютував за харківський колектив 20 березня 2007 року в переможному (4:1) виїзному поєдинку 22-о туру Першої ліги проти сімферопольського «ІгроСервіса». Візьонок вийшов на поле в стартовому складі, на 37-й хвилині відзначився дебютним голом, а на 61-й хвилині його замінив Вадентин Горкун. На початку січня 2008 року підписав новий річний контракт з клубом з опоцією можливого його продовження. За півтора сезони в «Геліосі» в чемпіонаті України зіграв 41 матч та відзначився 9-а голами, ще 1 поєдинок провів у кубку України.

### «Комунальник» та третє повернення в «Титан»
Сезон 2008/09 років розпочав у «Геліосі», зіграв 1 матч у першій лізі, проте наприкінці липня 2008 року з'явилися інформація про можливий перехід гравця до луганського «Комунальника». Дебютував у футболці луганського клубу 1 серпня 2008 року в програному (1:2) виїзному поєдинку 3-о туру Першої ліги проти ужгородського «Закарпаття». Костянтин вийшов на поле в стартовому складі та відіграв увесь матч, а на 54-й хвилині отримав жовту картку. Дебютним голом за «Комунальник» відзначився 6 серпня 2008 року на 36-й хвилині переможного (1:1 в основний час, 5:4 у серії пенальті) виїзного поєдинку 2-о попереднього раунду кубку України проти кременчуцького «Кременя». Візьонок вийшов на поле в стартовому складі та відіграв увесь матч, а на 11-й хвилині отримав жовту картку. Першим голом за луганську команду в першій лізі відзначився 10 серпня 2008 року на 22-й хвилині програного (2:4) виїзного поєдинку 4-о туру першої ліги проти овідіопольського «Дністра». Костянтин вийшов на поле в стартовому складі, а на 81-й хвилині його замінив Ігор Продан. У складі «Комунальника» в першій лізі зіграв 8 матчів (2 голи), ще 2 поєдинки (1 гол) провів у кубку України. Після розформування луганського клубу отримав статус вільного агента.
У 2009 році повернувся до «Титана», за який дебютував 25 липня 2009 року в переможному (1:0) домашньому поєдинку 1-о туру групи Б Другої ліги проти свердлвського «Шахтаря». Візьонок вийшов на поле в стартовому складі, на 56-й хвилині отримав жовту картку, а на 90-й хвилині його замінив Роман Кліментовський. Дебютним голом за армянський клуб відзначився 5 вересня 2009 року на 42-й хвилині переможного (3:1) доманього поєдинку 7-о туру групи Б Другої ліги проти кременчуцького «Кременя». Костянтин вийшов на поле в стартовому складі та відіграв увесь матч. У футболці «Титану» в чемпіонатах України зіграв 77 матчів та відзначився 27-а голами, ще 2 поєдинки провів у кубку України. У сезоні 2009/10 років допоміг клубу завоювати путівку до Першої ліги.

### Завершення кар'єри
У середині травня 2012 року за обопільною згодою сторін контракт Візьонка з «Титаном» було розірвано. У 2012 році виступав у чемпіонаті Херсонської області за «Галант» (Чаплинка).
У сезоні 2014/15 років виступав у футзальному клубі «Гранд» (Красногвардійське).

## Особисте життя
Одружений.